# Viktor Diduk
Viktor Ivanovič Diduk (in russo Виктор Иванович Дидук?; Leningrado, 8 luglio 1957) è un ex canottiere sovietico, specializzato nell'otto, disciplina in cui ha vinto l'argento olimpico a Seul 1988 ed un oro, un argento ed un bronzo mondiale tra il 1982 ed il 1986.

## Palmarès
- Giochi olimpici

Seul 1988: argento nell'8;
- Campionati del mondo di canottaggio

Lucerna 1982: bronzo nell'8.
Hazewinkel 1985: oro nell'8.
Nottingham 1986: argento nell'8.
- Giochi dell'Amicizia

Giochi dell'Amicizia: oro nell'8.